# Giōrgos Vaïtsīs
Giōrgos Vaïtsīs (in greco Γιώργος Βαΐτσης; 1º agosto 1967) è un ex calciatore greco, di ruolo attaccante.

## Carriera

### Club
Vanta 113 reti in 469 incontri di campionato, alla media di 0,24 reti/partita.

### Nazionale
L'11 novembre 1992 gioca la sua prima e ultima partita in nazionale contro l'Ungheria (0-0).

## Palmarès

### Club

#### Competizioni nazionali
- Campionato greco: 1

Olympiakos: 1986-1987
- Coppa di Grecia: 1

Olympiakos: 1991-1992
- Supercoppa di Grecia: 1

Olympiakos: 1992